# Myrniong
Myrniong – miasto w Australii, w stanie Wiktoria.